# Laura Sadis

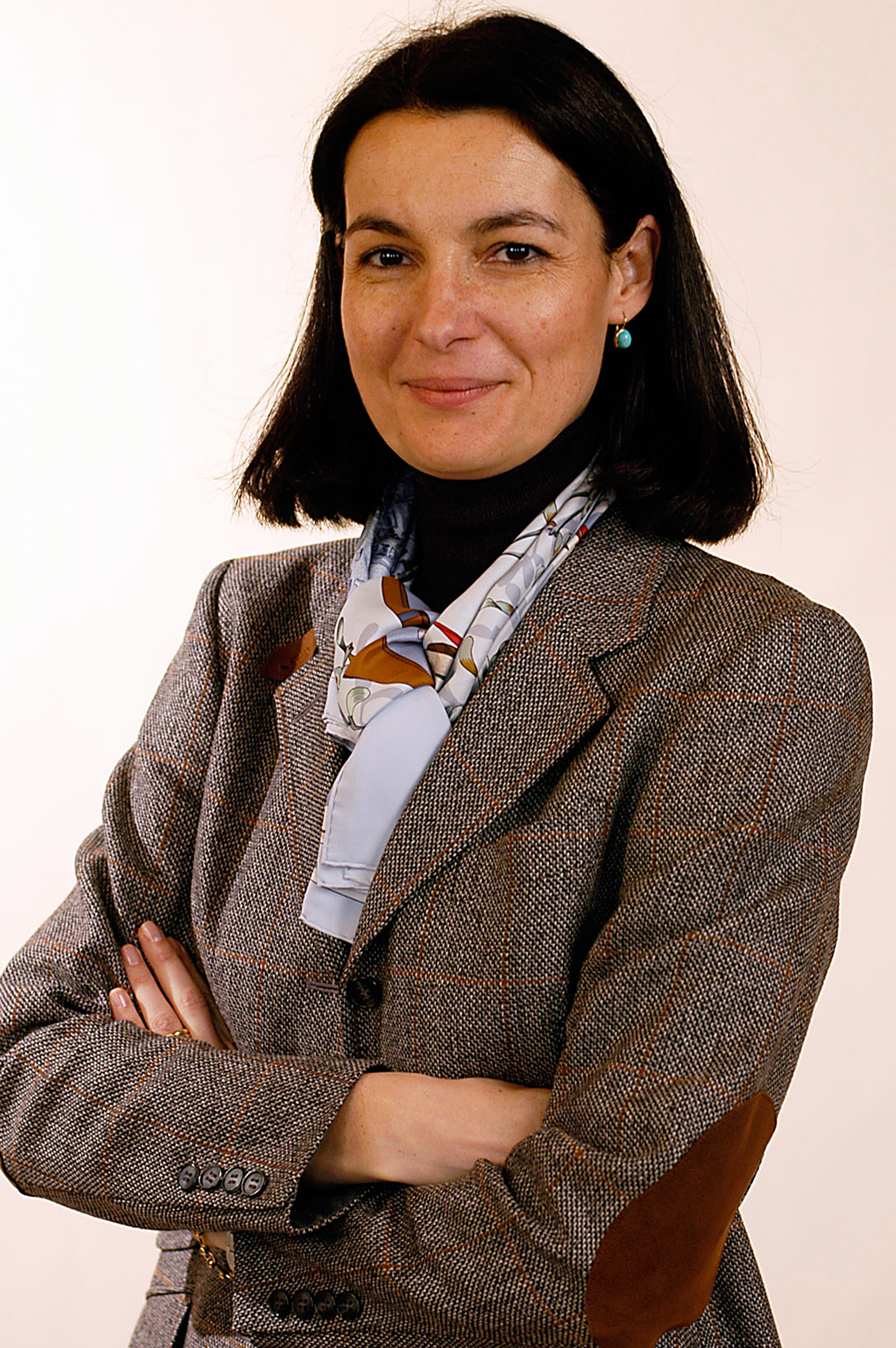
Laura Sadis, 2003

Laura Sadis (* 11. März 1961 in Bellinzona) ist eine ehemalige Schweizer Politikerin, Tessiner Grossrätin, Staatsrätin und Nationalrätin der FDP.

## Leben
Laura Sadis wurde als Tochter des Ingenieurs und ehemaligen Tessiner Staatsrates Ugo Sadis geboren. Sie ist in Lugano aufgewachsen, hat an der Universität Zürich Volkswirtschaftslehre studiert, ist diplomierte Steuerberaterin und beruflich im Bereich der Steuer- und Unternehmensberatung tätig.
Sadis sass von 1988 bis 1996 im Gemeinderat (Legislative) von Lugano und von 1995 bis 2003 im Grossrat des Kantons Tessin. Sie wurde bei den Nationalratswahlen 2003 in den Nationalrat gewählt, dem sie bis 2007 angehörte. Von 2007 bis 2015 amtierte sie als Tessiner Staatsrätin (Präsidentin 2011) und führte das Finanz- und Wirtschaftsdepartement. 2015 trat sie nicht mehr zur Wiederwahl an.
Sadis war ab 2004 Mitglied der Geschäftsleitung der FDP Schweiz. Von 2007 bis 2015 war sie Mitglied des Bankrats der Schweizerischen Nationalbank.